# تويا (رواية)
تويا هي رواية من تأليف الكاتب المصري أشرف العشماوي. صدرت الرواية لأوّل مرة عام 2012 عن الدار المصرية اللبنانية في القاهرة. ودخلت في القائمة الطويلة للجائزة العالمية للرواية العربية لعام 2013، المعروفة باسم «جائزة بوكر العربية».

## حول الرواية
يروي الكاتب المصري أشرف العشماوي في هذه الرواية حكاية «يوسف»، وهو طالب في كلية الطب، في عام 1970 الذي يتصادف مع وفاة جمال عبد الناصر. أبوه «كمال نجيب» طبيب الأمراض الجلدية الشهير ووالدته السيدة «براون» إنجليزية من ليفربول. والده يموت بعد موت عبد الناصر بأسابيع قليلة ويذهب «يوسف» إلى ليفربول لإكمال دراسته والتخصّص طبيًا. تريد والدته تزويجه من «كاترين» الأرستقراطية وأن يبقى في إنجلترا ولكنه يسافر إلى كينيا لإجراء بحوث ضد مرض الجذام وهناك يلتقي ب«تويا» وهي من قبيلة الكيكويو. الرواية تطرح أسئلة عن حقيقة الهوية والانتماء والولاء، وعن مدى ضرورة شعور الإنسان بهذه المبادئ.